# Crocidura levicula
Crocidura levicula — вид ссавців родини Soricidae. Це ендемік острова Сулавесі в Індонезії. Він зустрічається в нижніх і середньогірних тропічних лісах на висоті до 1000 м над рівнем моря. Немає інформації про те, чи може він адаптуватися до антропогенних середовищ існування за межами лісу.